# U-310
Unterseeboot 310 foi um submarino alemão do Tipo VIIC, pertencente a Kriegsmarine que atuou durante a Segunda Guerra Mundial.

## Comandantes
| Comandante            | Data                                             |
| --------------------- | ------------------------------------------------ |
| Oblt. Klaus Friedland | 24 de fevereiro de 1943 - 26 de setembro de 1943 |
| Oblt. Wolfgang Ley    | 27 de setembro de 1943 - 9 de maio de 1945       |

## Subordinação
Durante o seu tempo de serviço, esteve subordinado às seguintes flotilhas:
| Período                                       | Flotilha                                   |
| --------------------------------------------- | ------------------------------------------ |
| 24 de fevereiro de 1943 - 31 de julho de 1944 | 8. Unterseebootsflottille (treinamento)    |
| 1 de agosto de 1944 - 4 de setembro de 1944   | 7. Unterseebootsflottille (serviço ativo)  |
| 5 de setembro de 1944 - 8 de maio de 1945     | 13. Unterseebootsflottille (serviço ativo) |

## Operações conjuntas de ataque
O U-310 participou das seguinte operações de ataque combinado durante a sua carreira:
- Rudeltaktik Feuer (17 de setembro de 1944 - 19 de setembro de 1944)
- Rudeltaktik Zorn (26 de setembro de 1944 - 1 de outubro de 1944)
- Rudeltaktik Grimm (1 de outubro de 1944 - 2 de outubro de 1944)
- Rudeltaktik Regenschirm (14 de outubro de 1944 - 16 de outubro de 1944)
- Rudeltaktik Panther (16 de outubro de 1944 - 10 de novembro de 1944)
- Rudeltaktik Stier (25 de novembro de 1944 - 13 de dezembro de 1944)
- Rudeltaktik Hagen (17 de março de 1945 - 21 de março de 1945)